# هابي رودس
هابي رودس (بالإنجليزية: Happy Rhodes)‏ هي موسيقية ومغنية مؤلفة وملحنة ومغنية أمريكية، ولدت في 9 أغسطس 1965 في بكبسي في الولايات المتحدة.

## وصلات خارجية
- هابي رودس على موقع ميوزك برينز (الإنجليزية)
- هابي رودس على موقع ديسكوغز (الإنجليزية)